# Salvador Bru (pintor)
Salvador Bru (1933) és un pintor, nascut a València. La seva obra ha estat exposada arreu dels Estats Units i Europa. Les seves obres són propietat de les principals institucions artístiques dels Estats Units, Museu d'Art Modern de Nova York, la National Gallery de Washington, Museu d'Art del Comtat de Los Angeles i d'Espanya.

## Biografia
El seu pare pintor va morir quan tenia nou anys. Malgrat sa mare volia que es dedicara a un ofici estable com ara comptable, en acabar els estudis la va convèncer perquè el deixara matricular-se a l'Acadèmia de Sant Carles on va destacar com alumne. Després de la seva graduació, va treballar a l'agència de publicitat J. Walter Thompson Spain. Posteriorment va ser director d'art de la revista de moda espanyola "Punto Moda". Així doncs, el 1978 va establir el seu propi estudi d'il·lustració i disseny a Barcelona i es va iniciar com a autònom. El 1980 es va adonar que encara hi havia molt més per aprendre i es va traslladar a la ciutat de Nova York per ocupar-se al departament d'art de la NBC-TV. Va romandre un any i després va treballar a dues agències de publicitat de Manhattan.
El 2001 establí el seu estudi principal a Baltimore. Posteriorment va residir i treballar en Chevy Chase, Maryland.
Ha estat encarregat d'il·lustrar per a la revista Washingtonian, corporacions com Mobil, el govern dels Estats Units i diaris com The Washington Post, The Baltimore Sun, The Boston Globe i The New York Times. També ha impartit classes d'art a la Universitat de Barcelona mentre vivia als Estats Units.

## Forma d'inspiració
En una entrevista Bru contava que la inspiració perquè li arribaren idees interessants per a les seves il·lustracions l'aconseguia amb una mica de música creadora d'atmosfera, per descomptat. Potser Beethoven, o potser Enric Granados o Manuel de Falla. Diu que els ritmes l'ajuden a meditar en una idea, la meditació es converteix en reflexió, que finalment es fa més conscient. Segueixen esbossos i més esbossos i, finalment, Bru obté un concepte. Bru afegia: Per descomptat, els ordinadors i Internet també donen un cop de mà.

## Crítiques
Arran d'una exposició en la Galeria Juana Mordó (1968) un crític d'art comentava en un diari:
Compon amb grafies i colors suaus un món plàstic autònom, vull dir amb el seu propi llenguatge i la seva particular poesia, món que no sé si té intenció teratomòrfica, però el resultat plàstic és serè i pueril. Salvador Bru compon meticulosament, amb una sèpsia que acaba sent intrínsecament lírica.
Molts anys després, arran d'una exposició de petits quadres la crítica d'art dona aquesta visió de la seva obra:
La naturalesa d'aquestes pintures és tal que semblen haver-se aconseguit en un rampell de velocitat amb total convicció, però Bru les transforma meditativament, repensant-les i retocant-les. La força de l'artista rau en assolir l'essència del seu tema d'una manera que potser no entenem, però al final ens transmeten la substància del seu missatge. És per casualitat que "Brujear" en espanyol significa "practicar bruixeria?"

## Alumnes
L'animador koreo-estatunidenc Peter Chung encetà la seua carrera com animador en un petit estudi d'animació de Maryland treballant per a Salvador Bru. Mentre, va començar a dissenyar personatges per a Hanna-Barbera.